# Resničnost (roman)
Resničnost je nadaljevanje prav tako avtobiografskega romana Prišleki slovenskega pisatelja Lojzeta Kovačiča. Govori o času, ki ga je avtor preživel pri služenju vojaškega roka na začetku 50. let 20. stoletja v Makedoniji. Delo je pisano v tretji osebi preteklika in skoraj dokumentarno povzema resnične dogodke iz pisateljevega življenja. Roman je prvič izšel leta 1972 pri mariborski Založbi Obzorja skupaj s Sporočili v spanju, prvič samostojno 1976, nova izdaja pa 2023 pri Beletrini.

## Vsebina
Vse dogajanje spremljamo skozi osebno pripoved, ki govori o vojaškem življenju »Ćata«, ki je bil trajno zaznamovan zaradi izgnanstva svoje družine in kritičnih nazorov dotedanje oblasti, ki je bila smatrana kot nazadnjaška in netolerantna. Med služenjem vojaščine Ćato zagreši malenkosten prestopek, saj kot naključni dežurni dovoli četi, da v hudi vročini in pomanjkanju vode zavrne obrok pekoče paprike. Zato je bil obtožen upora proti vojski, kar je hkrati pomenilo tudi upor proti državi. Z mučenjem so ga prisilili v priznanje krivde. Obsojen je bil na pol leta kazenskega bataljona v majhnem močvirnatem kraju, kjer so kaznjenci opravljali smrtno nevarno delo čiščenja zarjavelih granat. Vsak drugi teden so imeli kaznjenci sestanek voda s kritiko in samokritiko. Tega dne so se najbolj bali. Zato so napeto opazovali drug drugega, kar je posledično privedlo do razraščanja sovraštva med njimi. V teh težkih in nevarnih razmerah je junak izgubil stik z realnostjo ter  začel celodvomiti v njen obstoj. Po prestani kazni in vrnitvi v redno vojsko se je spopadal s pomanjkanjem discipline, kar ga je navdajalo z občutkom praznine. Začel je opravljati prostovoljna dela in kmalu je postal najbolj vesten v svojem vodu. Kljub temu se ni znebil slabega slovesa pri svojih predstojnikih. Na koncu se Ćato vrne kot brezdomec nazaj v Ljubljano.

## Izdaje in prevodi
- Slovenska izdaja romana iz leta 1972 (COBISS)
- Slovenska izdaja romana iz leta 1976 (COBISS)
- Slovenska izdaja romana iz leta 1995 (COBISS)
- Slovenska izdaja romana iz leta 2004 (COBISS)
- Slovenska elektronska izdaja romana iz leta 2005 (COBISS)

## Zbirke
- 1976 je izšla v zbirki Beseda sodobnih jugoslovanskih pisateljev založbe Mladinska knjiga
- 1995 je izšla v zbirki Metulj založbe Mihelač
- 2004 je izšla v zbirki Slovenska zgodba založbe DZS.
- 2023 nova izdaja pri založbi Beletrina

## Ocene in nagrade
- Leta 1973 je avtor za roman Sporočila v spanju – Resničnost prejel Prešernovo nagrado.

## Priredbe
- Po romanu je bila leta 1986 v SMG urizorjena gledališka predstava Resničnost.